# شارلوت بانش
شارلوت بانش (بالإنجليزية: Charlotte Bunch)‏ هي كاتِبة أمريكية، ولدت في 13 أكتوبر 1944 في كارولاينا الشمالية في الولايات المتحدة.